# Live (альбом Ашера)
Live — концертний альбом американського співака Ашера. Платівка вийшла 23 березня 1999 року на лейблі LaFace Records і містила всі наявні хіти Ашера. Альбом отримав у США статус золотого, розійшовшись тиражем 500 000 копій.

## Список пісень
| #   | Назва                                                      | Тривалість |
| --- | ---------------------------------------------------------- | ---------- |
| 1.  | «My Way (живий запис)»                                     | 3:36       |
| 2.  | «Think of You (живий запис)»                               | 2:15       |
| 3.  | «Come Back (живий запис)»                                  | 2:14       |
| 4.  | «Just Like Me (живий запис)» (Lil' Kim Cover)              | 3:24       |
| 5.  | «Don't Be Cruel (живий запис)» (Intro)                     | 1:04       |
| 6.  | «Every Little Step (живий запис)»                          | 1:53       |
| 7.  | «Rock Wit'cha (живий запис)»                               | 1:41       |
| 8.  | «Roni (живий запис)»                                       | 1:55       |
| 9.  | «Pianolude (живий запис)»                                  | 3:32       |
| 10. | «I Need Love (живий запис)» (Кавер-версія пісні LL Cool J) | 0:32       |
| 11. | «Tender Love (живий запис)» (Amyth Cover)                  | 1:13       |
| 12. | «Bedtime (живий запис)»                                    | 7:06       |
| 13. | «Nice and Slow (живий запис)»                              | 6:30       |
| 14. | «You Make Me Wanna (живий запис)»                          | 5:48       |
| 15. | «My Way» (JD's Remix)                                      | 3:38       |
| 16. | «Nice and Slow» (B-Rock's Basement Mix)                    | 4:03       |
| 17. | «You Make Me Wanna» (Tuff & Jam Dance Mix)                 | 6:47       |

## Чарти
| Чарт (1999)                     | Позиція |
| ------------------------------- | ------- |
| US Billboard 200                | 73      |
| US Billboard R&B/Hip-Hop Albums | 30      |